# Mezei csiperke
A mezei csiperke (Agaricus campestris) az Agaricomycetes osztályának kalaposgombák (Agaricales) rendjébe, ezen belül a csiperkefélék (Agaricaceae) családjába tartozó faj. Egyéb nevei: kerti csiperke vagy réti csiperke.
Nemzetségének a típusfaja.

## Előfordulása
Ennek a gombafajnak az előfordulási területe Ázsia, Európa, Észak-Afrika, Ausztrália, Új-Zéland és Észak-Amerika (beleértve Mexikót is).

## Megjelenése

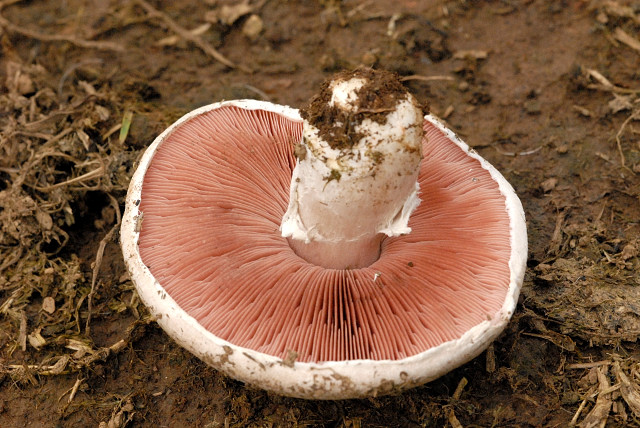
A mezei csiperke lemezei

A mezei csiperke kalapja eléri a 10 centiméter átmérőt. Eleinte félgömb alakú, de rövid idő múlva boltozatossá válik, majd csaknem laposra kiterül. Bőre fehér, néha finoman vagy durvábban szálas, pikkelyes. A lemezek színe a kezdeti rózsaszínből később jellegzetes csokoládébarnává változik, majd végül csaknem teljesen fekete lesz. Ez az ismertetőjegy fontos, mert ennek segítségével tudjuk megkülönböztetni a gyilkos galócától. Fehéres tönkje selymesen sima, 5-8 centiméter hosszú és 1-2 centiméter vastag. Gallérja vékony, aránylag hamar eltűnik. Húsa fehér, törésre gyengén hús-vörösre színeződik.

## Életmódja
A mezei csiperke a réteket és legelőket kedveli, főleg azokat, amelyeket a legelő jószág rendszeresen megtrágyáz. Emellett erdőszéleken, parkokban, trágyás helyeken is előfordul. Mindig csoportosan vagy gyűrűs elrendeződésben jelenik meg, kora nyártól késő őszig terem.

## Felhasználhatósága
A mezei csiperke igen jóízű, kedvelt, ehető gomba.